# Svad'ba v Malinovke
Svad'ba v Malinovke (Свадьба в Малиновке) è un film del 1967 diretto da Andrej Petrovič Tutyškin.